# اليوم الدولي لإحياء ذكرى تجارة الرقيق وذكرى إلغائها
اليوم الدولي لإحياء ذكرى تجارة الرقيق وذكرى إلغائها (بالإنجليزية: International Day for the Remembrance of the Slave Trade and its Abolition)‏ هو حدث للأمم المتحدة، يُقام في 23 أغسطس من كل عام، أقرته منظمة اليونسكو في 29 يوليو 1998، ويهدف إلى إحياء ذكرى تجارة الرقيق عبر الأطلسي، كما أنه فرصة للاعتراف الجماعي والتركيز على "الأسباب التاريخية والأساليب والعواقب" المترتبة على العبودية.

## وصلات خارجية
- الموقع الرسمي.